# Kubanets
Kubanets - Кубанец (rus) és un khútor del krai de Krasnodar, a Rússia. Es troba a la vora d'un petit afluent per la dreta del Sossika, tributari del Ieia. És a 23 km al sud-oest de Kusxóvskaia i a 159 km al nord de Krasnodar.
Pertany al possiólok de Pervomaiski.